# 延斯·伦德奎斯特
延斯·伦德奎斯特（瑞典語：Jens Lundqvist，1979年8月29日—），瑞典男子乒乓球运动员。他曾代表瑞典参加2008年和2012年夏季奥林匹克运动会乒乓球比赛，其中2008年奥运会参加单打和团体比赛，2012年奥运会则仅参加团体比赛。